# Бердо (Чортків)
Бердо (пол. Berda) — колишнє село в Україні, нині — частина міста Чорткова та однойменний мікрорайон.

## Географія
Розташоване за 2,5 км від міста.
У колишньому селі є вулиці:
- Бердо
- Джерельна
- Лісова
- Рудькова

## Історія
Село відоме з XIX століття.

## Релігія
Є богослужбова каплиця.
9 січня 2023 року владика Тернопільсько-Бучацької єпархії ПЦУ Тихон здійснив освячення наріжного каменю та капсули під будівництво майбутнього на честь святого апостола першомученика та архідиякона Стефана.

## Населення
У 1949 р. — 10 дворів, 41 житель.